# Ашлямфу
Ашлямфу — національна страва дунганів. Локшина зі шматочками крохмалю у холодному бульйоні. Іноді додається гострий соус, м'ясо, овочі та омлет. Готується в багатьох азійських країнах. На пострадянському просторі найбільшу популярність здобув ашлянфу, який готується в місті Каракол, адміністративному центрі, та в селі Кизилсу (Покровка) Іссик-Кульської області Киргизстану.

## Історія
Історія цієї страви не зовсім зрозуміла. За одними джерелами, його привезли дунгани-переселенці з Китаю.
Китайці й дунгани називають його льон-фін, що означає «холодний крохмаль», але в Китаї цю страву готують дещо інакше.
У Киргизстані ашлямфу отримав велику популярність, проводяться конкурси з приготування та зі швидкісного поїдання ашлямфу. Можна припустити, що до назви популярного китайської страви «льон-фин» (у дунган «лянфу»), додалося тюркське «аш» (страва, їжа). Звідси й вийшло «ашлянфу»/«ашлямфу». Очевидно, що з додаванням нових інгредієнтів (локшина, яйця) до «лянфу», знадобилося нова назва: «ашлянфу».

## Приготування
Складові страви — локшина, соус, заварний крохмаль, омлет.
Локшина може бути з пшеничного борошна або бобового крохмалю. Її відварюють та промивають. Соус може бути різноманітним, це або «лазо» чи овочевий, відомі також варіанти з додаванням м'яса. Крохмаль вариться 15-20 хвилин на повільному вогні, охолоджується та ріжеться на частини. Яйця для омлету збиваються, обсмажуються, готовий «млинець» ріжеться дрібною соломкою. При подачі всі інгредієнти викладаються в тарілку та посипають рубаною зеленню.

## Енергетична цінність
Харчова цінність на 100 грамів:
Калорійність — 116 кКал
- Білки — 8,1 г
- Тригліцериди — 7,6 г
- Вуглеводи — 4 г
- Харчові волокна — 0 г[8].